# Castello Tesino
Castello Tesino – miejscowość i gmina we Włoszech, w regionie Trydent-Górna Adyga, w prowincji Trydent.
Według danych na rok 2004 gminę zamieszkiwały 1443 osoby, 12,9 os./km².